# Lijst van proosten van de Confrérie van het Heilig Bloed

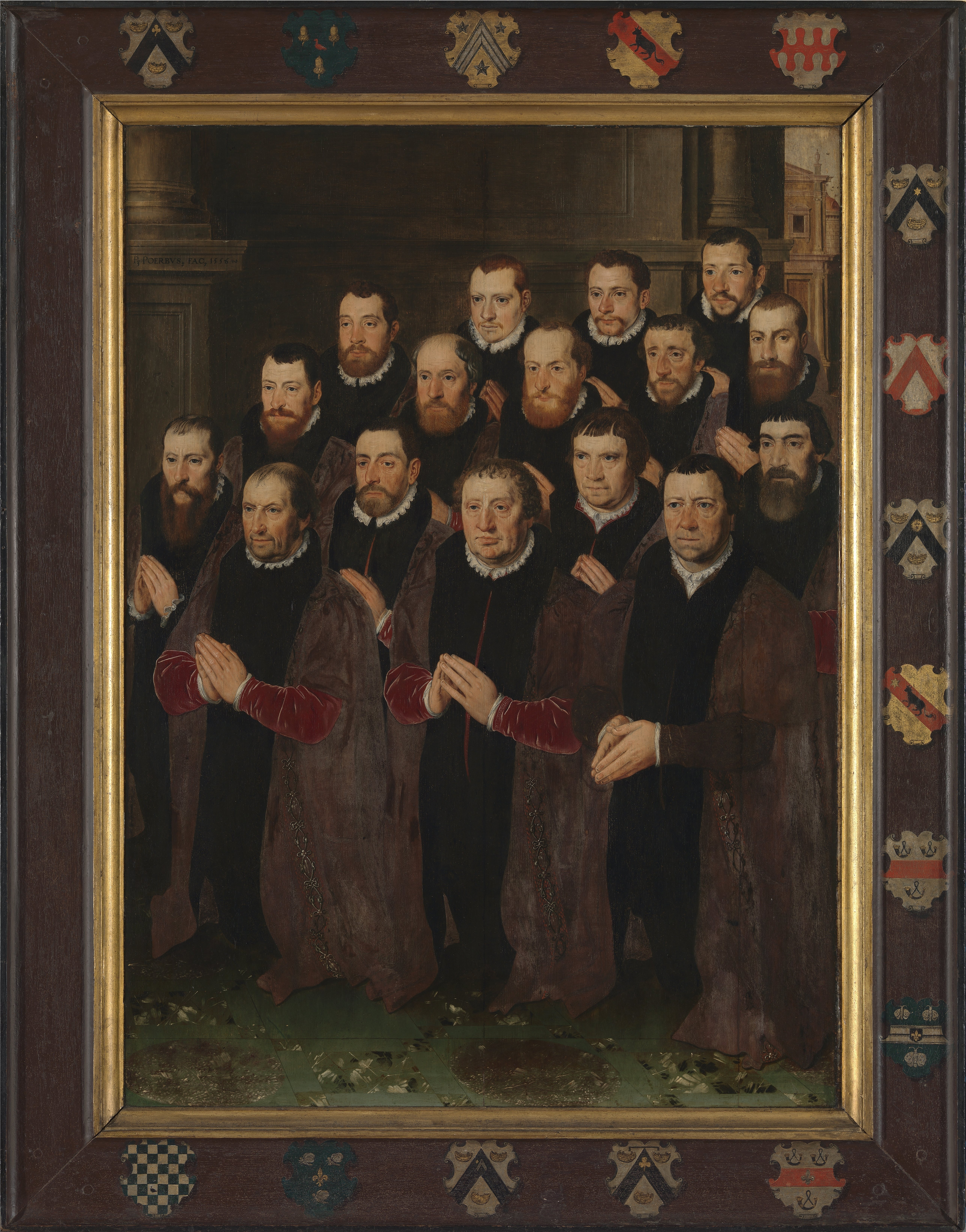
16 Leden van de Confrérie door Pieter Pourbus

Hieronder staat een lijst van proosten van de Edele Confrérie van het Heilig Bloed te Brugge. Het voorafgaande jaartal betreft telkens hun verkiezing; de ambtstermijn volgde in feite het volgende jaar.

## 15de eeuw
- 1449 - Lodewijk I de Baenst
- 1450 - Gabriel van Themseke
- 1451 - Nicasius Utenhove
- 1452 - Jan van Nieuwenhove
- 1453-1457 - Gillis Dop
- 1458 - Cornelis de Boodt
- 1459 - Cornelis van de Velde
- 1460 - Michiel van Nieuwenhove
- 1461 - Cornelis Breydel
- 1462 - ?
- 1463 - Philips van Aertrijcke
- 1464 - Jan vande Vageviere
- 1465 - Jan Losschaert
- 1466 - Antheunis Losschaert
- 1467 - Christiaen d'Hondt
- 1468 - Jan vander Banck
- 1469 - Jan de Vleeschauwer
- 1470 - Jan Canneel
- 1471 - Geeraert de Groote
- 1472 - Jooris Fierens
- 1473 - Jan de Boodt
- 1474 - François Rudsaert
- 1475 - Jeronymus van Vijft
- 1476 - Marcus vande Velde

- 1477 - Boudewijn Petit
- 1478 - Jan d'Hondt
- 1479 - Jan van Overtvelt & Jacob Geerolf (na overlijden eerstgenoemde)
- 1480 - Pieter Lanchals
- 1481 - Joos de Damhouder
- 1482 - Jan van Nieuwenhove
- 1483 - Jan van Riebeke
- 1484 - Joos de Deckere
- 1485 - Jan van Nieuwenhove
- 1486 - Willem Houtmarc
- 1487 - Boudin Hendrijcx
- 1488 - Cornelis van Halewyn
- 1489 - Charles Lem
- 1490 - Cornelis Helle
- 1491 - Lieven van Vijve
- 1492 - Rougier Eecke
- 1493 - Jan Hendrijcx
- 1494 - Jan de Deckere
- 1495 - Michiel van Themseke
- 1496 - Jan Hendrijcx
- 1497 - Denijs Metteneye
- 1498 - Pieter Anchemant
- 1499 - Jacob Matinee
- 1500 - Adriaen Lem

## 16de eeuw
- 1501 - Andries de la Coste
- 1502 - Jacob de Vos
- 1503 - François Parmentier
- 1504 - Jan de Boodt
- 1505 - Simoen de Boodt
- 1506 - Simoen vander Banck
- 1507 - Joos de Bruyne
- 1508 - Louis van Doorne
- 1509 - Jan de Damhoudere
- 1510 - Wouter de Spaers
- 1511-1512 - Hendrijck Mieulant
- 1513 - Gillis Lauwereins
- 1514 - Nicolaus Colaert
- 1515 - Eduardt van Ghiseghem
- 1516 - Jacob vander Lende
- 1517 - Jooris vande Velde
- 1518 - Philips vanden Berge
- 1519 - Adam van Riebeke
- 1520 - François Petit
- 1521 - Louis Bolengier
- 1522 - Jan vander Straete
- 1523 - Jacob Bieze
- 1524 - Cornelis Despars
- 1525 - Jaques Despars
- 1526 - Jan Adornes
- 1527 - Jan de la Maire
- 1528 - Jan de Boodt
- 1529 - Jacob de Boodt
- 1530 - Pieter van Muelenbeke, vervangen op 9 maart door Joos de Brune
- 1531 - Maarten Lem
- 1532 - Adriaan Bane
- 1533 - Jan Claisseune
- 1534 - Aelwijn van Vijve
- 1535 - Jan de Venduel
- 1536 - Jacob vanden heede
- 1537 - Joos de Boodt
- 1538 - Jacob van Stakenburgh
- 1539 - Ian Perez
- 1540 - Jan vanden Berghe
- 1541 - François vanden Rade
- 1542 - Cornelis Breydel
- 1543 - Ferdinand van Merendre
- 1544 - Pieter de Boodt
- 1545 - Jan Petit
- 1546 - Pieter de Vooght
- 1547 - Jacob Meulant
- 1548 - Roelant Roelants
- 1549 - Willem van Messem

- 1550 - Pieter van Vijven
- 1551 - Jan Wijts
- 1552 - Simoen de Boodt, vervangen door Jan Breydel
- 1553 - Maarten Lem
- 1554 - Philips Dominicle
- 1555 - Louis Thiery
- 1556 - Anselmus de Boodt
- 1557 - Jan vanden Heede
- 1558 - Jacob de Boodt
- 1559 - Gillis Wijts
- 1560 - Sebastiaan vanden Berghe
- 1561 - Andries vanden Berghe
- 1562 - Pieter Anchemant
- 1563 - Jan Dominicle
- 1564 - Jeronymus vanden Rade
- 1565 - Jan van Nieuwenhove
- 1566 - Pieter de Boodt
- 1567 - Pieter van Doorne
- 1568 - Anthone van Huerne
- 1569 - Simoen vanden Heede
- 1570 - Andries Sootin
- 1571 - Vincent Saysoen
- 1572 - Niclaes Casenbroodt
- 1573 - Willem Pantijn
- 1574 - Guido Huystin
- 1575 - Jan Moyaert, op 23 juni vervangen door François Meulant
- 1576 - Tobias de Cerf
- 1577 - Jan Breydel
- 1578 - Charles de Strompes
- 1579 - Guiliaume de Boodt
- 1580-1583 - sede vacante onder de Calvinistische republiek
- 1584 - vanaf maart Hendrijck Winckelman

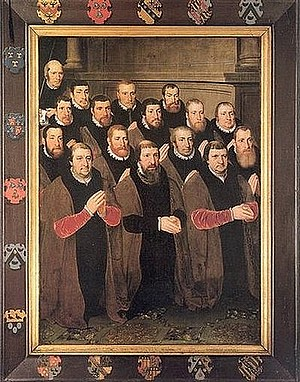
Nogmaals 16 leden van de Confrérie door Pieter Pourbus

- 1585 - Pieter Winckelman
- 1586 - Anthone vanden Berghe
- 1587 - Hendrijck Winckelman
- 1588 - Christoffel Ballinck
- 1589 - Jaques Winckelman
- 1590 - Jan Robijn
- 1591 - Jan van Nieuwenhove
- 1592 - Cornelis de Blois
- 1593 - François van Heede
- 1594 - Joos de Blois
- 1595 - Louis Winckelman
- 1596 - Jaspar du Reulx
- 1597 - Andries van Cattenbrouck
- 1598 - Achilles Sproncholf
- 1599 - Maximiliaen de Corte
- 1600 - Quinten Cryool

## 17de eeuw
- 1601 - Alexander Dassonville
- 1602 - Cornelis Kelderman
- 1603 - sede vacante
- 1604 - Jacques Michiels
- 1605 - Michiel de Damhouder
- 1606 - Guiliame Michiels
- 1607 - Pieter vander Woesteyne
- 1608 - Philips van Steelant II
- 1609 - Pauwel Sproncholf
- 1610 - Pieter Sproncholf
- 1611 - Jan van Heede
- 1612 - Alexander Michiels
- 1613 - Lieven de Corte
- 1614 - Guiliame vanden Woesteyne
- 1615 - Marc vande Velde
- 1616 - François Dominicle
- 1617 - Pieter Dominicle
- 1618 - David Nans
- 1619 - Valentijn de Clerck
- 1620 - Alexander de Meulenaere
- 1621 - Gomaert Boddens
- 1622 - Justo Bonnaert
- 1623 - Jacques Christiaens
- 1624 - Carel Spanooge
- 1625 - Adriaen van Praet
- 1626 - Johan Winckelman
- 1627 - Jan de Vree
- 1628 - Olivier de Wree
- 1629 - Bernaert vander Straete
- 1630 - Joos vander Straete
- 1631 - Octaviaen Leernout
- 1632 - Guilame de Pachter
- 1633 - Jean Crabbe
- 1634 - Anthone vande Velde
- 1635 - don Francisco d'Aranda
- 1636 - Jean Sucx
- 1637 - Maerten van Nieuwenhove
- 1638 - Lambrecht Sproncholf
- 1639 - Philips Sproncholf
- 1640 - Pieter de Nieulant
- 1641 - Michiel Marisael
- 1642 - Jean Godefroid
- 1643 - Jean Ysenbaert
- 1644 - Gautier Tristram
- 1645-1646 - Christoffel van Berchem
- 1647 - Christiaen van Woestwinckel
- 1648 - Pieter Carlier
- 1649 - Pieter vander Woestijne
- 1650 - Guiliaume vander Woestijne
- 1651 - Antoine de Coninck
- 1652 - Jean Baptiste Carlier
- 1653 - Jean vande Walle
- 1654 - Pauwels Cobrijsse
- 1655 - Nicasen van Volden
- 1656 - Jooris Aerts

- 1657 - Justo de Meyere
- 1658 - Henri Le Gillon
- 1659 - Jean Lotins
- 1660 - Marck vande Velde
- 1661 - Maerten vander Straete
- 1662 - Baudouin de L'Espée
- 1663 - Jean Oste
- 1664 - Joos Wouters
- 1665 - Otto van Berchem
- 1666 - Jean-Baptiste de Villegas
- 1667 - Jan Anthonius van der Leepe
- 1668 - Christoffel van Volden
- 1669 - Jacques de Ghelder
- 1670 - François de Crits
- 1671 - François van den Hende
- 1672 - Philippus van Volden
- 1673 - Victor de Buck
- 1674 - Jacques van der Helle
- 1675 - Maerten de Ghelder
- 1676 - Henri-Emmanuel Engelbert Le Gillon
- 1677-1678 - Philips van Steelant
- 1679 - Pieter van den Bogaerde
- 1680 - Leo de Gheldere
- 1681 - Bartolomeus de Crits
- 1682 - Jaques Marquier
- 1683 - Jooris Aerts
- 1684 - Francisco Verhouve
- 1685 - Jaecques van den Dorpe
- 1686 - Gillis Ackaert
- 1687 - Jean Antoine de l'Epée
- 1688 - Philips van Steelant
- 1689 - Andries van den Bogaerde
- 1690 - François van den Hende
- 1691 - Jooris Aerts
- 1692 - Ferdinand Augustin de Vicq
- 1693 - George François de Corte
- 1694 - Antoine Ignace van Steelant
- 1695 - Jean François Nans
- 1696 - François van Assenede
- 1697 - Gillis van Coppenolle
- 1698 - Pieter Keingjaert
- 1699 - Jean Antoine d'Hooge
- 1700 - Ignatius Albert de Grafs

## 18de eeuw
- 1701 - Lieven Ignace van de Sompele
- 1702 - Jean Baptiste Bonaert
- 1703 - Pieter Adriaen de l'Espée
- 1704 - Roelant de Grass
- 1705 - Joseph de Corte
- 1706 - Charles Le Gillon
- 1707 - Jean Baptiste Vleys
- 1708 - Geeraert van Raveswaey
- 1709 - Jacques de Gheldere
- 1710 - Jean Christian Madoets
- 1711 - Marcus Emanuel de Corte
- 1712 - Jean Philippe de le Flye
- 1713 - François Leopold de Nieulant
- 1714 - Pieter Beeckaert
- 1715 - Robert de la Villette
- 1716 - François de la Villette
- 1717 - Ignatius d'Aranda
- 1718 - Jeronymus Nicolas Arrazola de Oñate
- 1719 - Jean Bernard Triest
- 1720 - Charles Anselmus Adorne
- 1721 - Charles Philippe van der Beke
- 1722 - Guillaume François de Boodt
- 1723 - François-Corneille Keignaert
- 1724 - François Jean Claesman
- 1725 - Jacques Van den Bogaerde
- 1726 - Félix François Louis baron de Commargo
- 1727 - Charles Pulinck
- 1728 - Paul Sproncholf
- 1729 - Michel Van den Bogaerde
- 1730 - Joseph Kaignaert
- 1731 - Pierre de la Villette
- 1732 - Jean-Louis de Peellaert
- 1733 - Jean de la Coste
- 1734 - Jean-François de Stappens
- 1735 - François-Charles de Vooght
- 1736 - François Bernard Simon
- 1737 - Ridder Pierre-Ignace de l'Espée
- 1738 - François Bernard D'Hooge
- 1739 - Charles De Blauwe
- 1740 - Charles-Henri Le Gillon
- 1741 - Robert Ghislain Coppieters
- 1742 - Jean-Pierre Burggraaf de Campo de Cámara
- 1743 - Louis Vleys
- 1744 - Karel Jozef de Croeser
- 1745 - Charles-François Custis
- 1746 - Ignace D'Hooghe
- 1747 - Aybert van Huerne
- 1748 - Pierre Anchemant

- 1749 - André du Bois
- 1750 - ?
- 1751 - Luc Bernard Pulincx
- 1752 - Antoine Barthelémi de Peñaranda y Hermosa
- 1753 - Jean Baptiste Coppieters
- 1754 - Joseph Léopold de Crits
- 1755 - Guillaume Archdeacon
- 1756 - Guillaume Antoine Damerin
- 1757 - Jean François Verhouve
- 1758 - Jean Van Steelant
- 1759 - Macaire-Joseph Le Gillon
- 1760 - Philippe Charles de Stappens
- 1761 - Charles Louis Léonard Triest
- 1762 - Albert-Joseph Augustin van Huerne
- 1763 - Antoine Triest
- 1764 - Ridder François Charles de Vooght
- 1765 - Charles Lauwereyns de Roosendaele de Diepenheede
- 1766 - Charles François Custis
- 1767 - Charles Jérome Vincent Stochove
- 1768 - Pierre François burggraaf de Vooght
- 1769 - Valentin de Stappens
- 1770 - Thomas-Augustin de Schietere de Lophem
- 1771 - Jean Baptiste Coppieters t'Wallant I
- 1772 - Jan de la Coste
- 1773 - Bruno Antoine de Schynckele
- 1774 - Jean Baptiste De Villegas
- 1775 - Ignace Joseph Pardo
- 1776 - Pierre Antoine de Peñeranda
- 1777 - Charles Walwyn
- 1778 - Liévin de la Villette
- 1779 - Charles Albert Emmanuel de Schietere
- 1780 - Pierre de Melgar
- 1781 - Joseph-Ignace d'Hooghe
- 1782 - Philippe de Stappens
- 1783 - Guillaume Van den Bogaerde
- 1784 - Charles Le Bailly de Marloop
- 1785 - 1790 - Karel Aeneas de Croeser
- 1791 - Joseph van Huerne de Schiervelde de Puyenbeke
- 1792 - Robert Coppieters
- 1793 - Ridder Engelbert de Schietere de Caprijke
- 1794 - 1800: confrérie opgedoekt

## 19de eeuw
- 1801-1819: Confrérie opgedoekt
- 1819 - 1825: Ridder Engelbert de Schietere de Caprijke
- 1826- 1829: Jacques-Philippe Pecsteen
- 1830 - 1832: Charles van der Beken de Cringen
- 1833: François-Jacques Winckelmans
- 1834: Jean de Peñeranda-Simon
- 1835: Charles Coppieters
- 1836: Charles Joseph de Croeser
- 1837: Jean de Croeser de Berges
- 1838: Louis d'Hanins de Moerkerke
- 1839: Jean-Jacques Vermeire
- 1840: Théodore van de Walle - van Zuylen van Nyevelt
- 1841: Eugène van Outryve d'Ydewalle
- 1842: Honoré d'Hanins de Moerkerke
- 1843: Charles-Honoré Pecsteen
- 1844: Jacques Pecsteen-d'Hont
- 1845: Pierre de Melgar
- 1846: Jean-Baptiste van Ockerhout
- 1847: Charles-Thomas de Schietere de Lophem
- 1848: Jean-Marie de Pelichy van Huerne
- 1849 -1850: Eugène van Hoobroeck de Mooreghem
- 1851: Philippe Verhulst - Van de Poele
- 1852: François Joost de ter Beerst
- 1853: Pierre van der Beke de Cringen
- 1854: Charles van Caloen Arents
- 1855: Charles van Caloen
- 1856: Charles de Madrid & Richard van de Walle
- 1857: Richard van de Walle
- 1858: Jean-Baptiste de Bethune
- 1859: Jean de Waepenaert
- 1860: Gustave Rapaert de Grass
- 1861: Joseph van Hamme de Stampaertshoucke
- 1862: Alphonse van de Walle

- 1863: Edouard d'Hont
- 1864: Emmanuel van Outryve d'Ydewalle
- 1865: Auguste de Laage de Belle
- 1866: Eugène van Outryve d'Ydewalle
- 1867: Auguste Kervyn
- 1868: Leon van Ockerhout
- 1869: Alfred de Man
- 1870: Hector van Zuylen van Nyevelt
- 1871: Emile Visart de Bocarmé
- 1872: André van Hamme de Stampaertshoucke
- 1873: Oscar de Schietere de Lophem
- 1874: Louis de Schietere de Lophem
- 1875: Georges-Jules de Crombrugghe de Looringhe
- 1876: Joseph de Thibault de Boesinghe
- 1877: Louis de Maquart de Terline
- 1878: Alphonse de Wautier
- 1879: Julien van Caloen de Basseghem
- 1880: Anatole van de Walle
- 1881: Amedée Visart de Bocarmé
- 1882: Camille Rotsart de Hertaing
- 1883: Albert van Caloen
- 1884: Alfred van de Walle
- 1885: Charles van Caloen
- 1886: Alphonse van de Walle
- 1887: Emmanuel van Outryve d'Ydewalle
- 1888: Auguste de Laage de Belle
- 1889: Eugène van Outryve d'Ydewalle
- 1890: Leon van Ockerhout
- 1891: Georges-Jules de Crombrugghe de Looringhe
- 1892: Alphonse de Wautier
- 1893: Julien van Caloen de Basseghem
- 1894: Alfred van de Walle
- 1895: Emile de Halleux
- 1896: Albert van Caloen
- 1897: Alexandre de Croeser de Berges
- 1898: Alberic Kervyn
- 1899: Gustave Herwyn

## 20ste eeuw
- 1900: Gustave Herwyn
- 1901: Ernest van Caloen
- 1902: Hector de Schietere de Lophem
- 1903: Léon Kervyn de Meerendree
- 1904: Jean-Baptiste de Bethune
- 1905: Alberic Ruzette
- 1906: Maurice van de Walle
- 1907: Albert Visart de Bocarmé
- 1908: Alfred Kervyn
- 1909: Louis Ryelandt
- 1910: Richard Rotsart de Hertaing
- 1911: Robert Coppieters 't Wallant
- 1912: Firmin de Thibault de Boesinghe
- 1913: Léon Janssens de Bisthoven
- 1914-1918: Stanislas Emmanuel van Outryve d'Ydewalle
- 1919: Raoul de Crombrugghe de Looringhe
- 1920: Paul Otto de Mentock
- 1921: Charles Gillès de Pelichy
- 1922: Maurice Fraeys
- 1923: Jean-Baptiste Coppieters 't Wallant
- 1924: Charles Rotsart de Hertaing
- 1925: René de Peellaert
- 1926: Etienne Visart de Bocarmé
- 1927: Albert Joos de ter Beerst
- 1928: Werner de Crombrugghe de Looringhe
- 1929: Ferdinand Janssens de Bisthoven
- 1930: Karl van Caloen
- 1931: Joseph Ryelandt
- 1932: Albert van Zuylen van Nyevelt
- 1933: Georges de Schietere de Lophem
- 1934: Henri Iweins d'Eechoutte
- 1935: Albert Coppieters
- 1936: Pierre Kervyn de Marcke ten Driessche
- 1937: Adrien de Schietere de Lophem
- 1938: De la KethulleLeon de la Kethulle de Ryhove
- 1939: Joseph Coppieters
- 1940: Xavier della Faille d'Huysse
- 1941: Maxime de Renesse Breidbach
- 1942: Joseph van Caloen
- 1943: Jean Kervyn de Marcke ten Driessche
- 1944: Georges de Borrekens
- 1945: Henry de Crombrugghe de Looringhe
- 1946: Emmanuel Charles van Outryve d'Ydewalle
- 1947: Paul de Halleux
- 1948: Ernest van Caloen
- 1949: Georges Janssens de Bisthoven
- 1950: Jean Goethals
- 1951: Alfred Coppieters 't Wallant

- 1952: José de Schietere de Lophem
- 1953: Léon van Outryve d'Ydewalle
- 1954: Albert de Schietere de Lophem
- 1955: Jacques de Crombrugghe de Looringhe
- 1956: François Joos de ter Beerst
- 1957: Jacques van Zuylen van Nyevelt
- 1958: Christian van Caloen de Basseghem
- 1959: Georges Verhaegen
- 1960: Roger van Caloen
- 1961: Guido Gillès de Pelichy
- 1962: Jacques van Outryve d'Ydewalle
- 1963: Christian van de Walle de Ghelcke
- 1964: Aquilin Janssens de Bisthoven
- 1965: Baudouin de Schietere de Lophem
- 1966: Claude Carron de la Carrière
- 1967: Thierry Coppieters
- 1968: Charles van Renynghe de Voxvrie
- 1969: Ferdinand Storms
- 1970: Benoît Coppieters 't Wallant
- 1971: Jacques Kervyn de Volkaersbeke
- 1972: René Verhaegen
- 1973: Christian de la Kethulle de Ryhove
- 1974: Fernand Kesteloot
- 1975: Albert van der Haert
- 1976: Alphonse Botte
- 1977: Etienne Floré
- 1978: Joseph Bernolet
- 1979: Jacques Papeians de Morchoven dit van der Strepen
- 1980: Etienne Goethals
- 1981: Jean Kervyn de Marcke ten Driessche
- 1982: Robert Maenhoudt
- 1983: Ernest van Caloen
- 1984: Paul Van de Calseyde
- 1985: Joseph Sioen
- 1986: Yves Kervyn de Volkaersbeke
- 1987: Robert Rogival
- 1988: Humbert Pecsteen
- 1989: José de Schietere de Lophem
- 1990: Luc Dugardyn
- 1991: Jean-Pierre van Zuylen van Nyevelt
- 1992: Ludovic Deudon de le Vielleuze
- 1993: Guido Gillès de Pelichy
- 1994: Thierry Coppieters
- 1995: Etienne Goethals
- 1996: Pieter Huys
- 1997: Edmond Poullet
- 1998: Gustave Arnould
- 1999: Theo Nevens

## 21ste eeuw
- 2000: Paul Ducheyne
- 2001: Antoine Goethals
- 2002: Jean van der Haert
- 2003: Emile Tytgadt
- 2004: Guy van Renynghe de Voxvrie
- 2005: Pierre Soenen
- 2006: Frans Bouckaert
- 2007: François de Schietere de Lophem
- 2008: Jacques Van der Ghote
- 2009: Fernand Traen
- 2010: Marc Weghsteen
- 2011: Christian Van Damme
- 2012: Gustave D'Hoore
- 2013: William De Groote
- 2014: Gery van Outryve d'Ydewalle
- 2015: Christian Lamoral
- 2016: Piet Vierin
- 2017: Daniël De Clerck
- 2018: Albert de Busschère
- 2019: Jacques Van der Cruysse
- 2020: Miguel Gillès de Pelichy
- 2021: Christian De Vuyst
- 2022: Dominique Marechal
- 2023: Thierry Van Caloen